# Anton Prinner
Anton Prinner (1902 – 1983) foi um pintor, gravador e escultor húngaro, naturalizado francês. Nascida Anna Prinner em Budapeste, Prinner começou a usar o primeiro nome Anton quando se mudou para a França em 1928.

## Biografia
De 1920 a 1924, Prinner estudou pintura na Academia de Belas Artes com Gyula Rudnay e János Vaszary. Ele iniciou seu período construtivista em 1932 e ingressou no estúdio de Stanley William Hayter para estudar gravura. Em 1937, ingressa no período figurativo com a obra La Femme taureau en em granito. Ele criou sua primeira escultura em madeira, La Femme à la natte, em 1940.
Seu interesse pelo Egito o inspirou a inventar a papirogravura, uma técnica de impressão usando papelão em vez das pesadas placas de cobre que prevaleciam na época. Usando esse método, ele fez suas próprias gravuras para sua obra Gravures de l'Apocalypse.
Durante a Segunda Guerra Mundial, o artista Alexandre Heimovits refugiou-se durante uma temporada no ateliê de Prinner.